# Last Train Home
«Last Train Home»  es el segundo sencillo de Start Something, el segundo álbum de la banda de rock galesa Lostprophets. Este sencillo, alcanzó la posición más alta que consiguió la banda en las listas Reino Unido, empatado con "Rooftops (A Liberation Broadcast)". Sigue siendo su mayor éxito en los EE. UU., llegando al número uno en la lista de canciones alternativas de Billboard.

## Lanzamiento y recepción
"Last Train Home", fue lanzado en la primavera de 2004 y se convirtió en la canción más exitosa del álbum en las listas de rock y, posiblemente, la canción más reconocible y popular de la banda. La canción, alcanzó el número uno en el "Billboard Alternative Songs" y el número diez en el "Billboard Mainstream Rock Tracks". "Last Train Home" es el segundo sencillo de Lostprophets en alcanzar las listas de EE. UU., la primera fue "Shinobi vs Dragón Ninja". La canción ganó en Kerrang! el Premio al Mejor Sencillo.

## Significado de la letra
El vocalista, Ian Watkins, dijo sobre la letra:

La inspiración fue el viejo dicho "es mejor haber amado y perdido, que nunca haber amado". Ya sea que estés enamorado, hayas estado enamorado alguna vez o, simplemente, estés en las primeras etapas, simplemente sé feliz de haber sentido o estar sintiendo algo y no digas "¡ay de mí!" y estés deprimido por ello. Simplemente, disfrútalo y celebra el hecho de que estás sintiendo algo.

## Vídeo musical
El vídeo musical fue dirigido por Brian Scott Weber y grabado en varias ubicaciones de Downtown Los Angeles, en noviembre de 2003. En el vídeo, Ian Watkins lleva una camiseta de Pittsburgh Strikers, un club de fútbol amateur del oeste de Pensilvania.
"Last Train Home" fue la canción con la que Geoff Rickly, cantante de Thursday, conoció al grupo (tras la disolución de Lostprophets, sus integrantes, excepto Ian Watkins, formaron la banda No Devotion, con Rickly como vocalista).

## Listado de canciones
CD1
| CD1 |                                                                    |          |  |
| N.º | Título                                                             | Duración |  |
| 1.  | «Last Train Home» (radio edit)                                     | 4:04     |  |
| 2.  | «Cry Me a River» (BBC Radio One session) (Justin Timberlake cover) | 5:00     |  |

CD2
| CD2 |                                  |          |  |
| N.º | Título                           | Duración |  |
| 1.  | «Last Train Home» (radio edit)   | 4:04     |  |
| 2.  | «Last Train Home» (demo)         | 4:40     |  |
| 3.  | «The Politics of Emotion» (demo) | 3:22     |  |

Versión EP
| EP Versión |                                                                    |          |  |
| N.º        | Título                                                             | Duración |  |
| 1.         | «Last Train Home» (radio edit)                                     | 4:04     |  |
| 2.         | «The Politics of Emotion» (demo)                                   | 3:22     |  |
| 3.         | «Cry Me a River» (BBC Radio One session) (Justin Timberlake cover) | 5:00     |  |
| 4.         | «Shinobi vs. Dragon Ninja» (acoustic)                              | 3:04     |  |
| 5.         | «Last Train Home» (demo)                                           | 4:10     |  |

Vinyl
| Vinilo |                                       |          |  |
| N.º    | Título                                | Duración |  |
| 1.     | «Last Train Home» (radio edit)        | 4:04     |  |
| 2.     | «Shinobi vs. Dragon Ninja» (acoustic) | 3:04     |  |

## Posicionamiento
| Listas (2004)                           | Posición |
| --------------------------------------- | -------- |
| Australian Singles Chart                | 68       |
| German Singles Chart                    | 48       |
| UK Singles Chart                        | 8        |
| US Billboard Hot Mainstream Rock Tracks | 10       |
| US Billboard Hot Modern Rock Tracks     | 1        |
| US Billboard Hot 100                    | 75       |